# Clytoscopa serena
Clytoscopa serena är en fjärilsart som beskrevs av Turner 1931. Clytoscopa serena ingår i släktet Clytoscopa och familjen nattflyn. Inga underarter finns listade i Catalogue of Life.